# 한국의 스카우트 운동
한국의 스카우트 운동(영어: Scout movement in Korea, Scouting in Korea)은  1922년 10월 조철호와 정성채에 의해 최초로 시작되었다. 10월 5일 조철호는 조선소년군을, 그해 9월 정성채는 조선소년척후단을 조직하였으며 1923년 3월 1일 통합되어 조선소년척후단이라 하였다.
1948년 8월 15일 대한민국으로 국호가 변경되면서 대한소년단으로 개칭되었다. 1952년 8월 8일 부산에서 한국 잼버리 대회를 개최하였고, 1991년 8월에는 세계 잼버리 대회를 유치하여 강원도 고성에서 개최하였다.
소년들의 사회교육, 자립 생활 교육, 유능한 시민 양성, 스카우트 운동을 통한 국제친선 도모, 다양한 야외생활과 산악 생활 기술 개발, 스카우트 지도자 훈련, 잼버리대회 개최, 국제교류 활동 등을 목표로 하고 있다. 정기 간행물로는 《스카우트》, 《스카우팅》지를 발행한다.

## 연혁
1907년 영국의 육군 장군 베이든 포우엘이 20여 명의 소년과 야영을 실시한 것이 시작이었다. 야영 생활과 부모의 의존에서 벗어난 자립 생활을 통해 청소년 개개인의 능력을 개발, 발휘하여 사회에 공헌하게 하는 것이 목적이었다. 스카우트 운동은 처음 야영 및 산악 활동 적응 훈련에서 시작하여, 나중에는 청소년들을 대상으로 스카우트 방법에 의한 교육과 훈련을 통해 민주시민으로서의 자질을 향상시키고, 세계 스카우트 활동을 통한 국제적 이해와 우의 증진 등으로 목표가 확대되었다. 그 뒤 160여개의 정회원국과 3천만 명의 회원이 등재되었다.
한국에서는 조철호, 정성채 등이 1920년초부터 스카우트 운동의 국내 도입을 노력, 각급 소학교와 중학교, 전문학교 등을 대상으로 설립 취지를 설명하고 설득하는 작업에 들어갔다. 이들은 2년만인 1922년 중순 스카우트 단체의 설립을 보게 된다.

### 강령과 활동
한국스카우트연맹은 주로 청소년들을 대상으로 스카우트 방법에 의한 교육과 훈련을 통해 자립 정신과, 생활력 향상, 민주시민으로서의 자질을 기르고 육성하는 것을 목적으로 한다. 또한 국제 스카우트의 승인을 받은 이래 세계 스카우트 활동을 통하여 국제친선을 도모하는 것도 하나의 목적이 되었다. 스카우트의 훈시 중 하나인 '일일일선(一日一善)'의 실천 강령에 따라 애국심, 인격 도야, 건강, 기능, 봉사 등 5개의 훈육 목표 달성을 도모하고, 동시에 심신 단련과 체력 증진, 생활력 향상, 잠재적 능력 계발 등을 추진하고 있다.

### 출범 초기
한국의 스카우트 운동은 1922년 10월 조철호와 정성채에 의해 최초로 시작되었다. 이때의 스카우트 운동은 소년척후대, 소년군이라는 명칭으로 불렸다.
1922년 9월 정성채는 소년척후대를 조직하였다. 1922년 10월 5일 조철호가 고보 재학생 8명으로 시작한 조선소년군과, 정성채가 출범시킨 조선소년척후대가 발족되었다. 1923년 조철호, 정성채가 회의를 가지고 통합할 것을 결정함으로써 같은해 3월 1일 소년척후단조선총연맹을 결성하고 초대 총재에 이상재를 추대하였다.
1924년 4월 18일에 중국 북경(北京)에서 개최되었던 극동국제소년군대회(極東國際少年軍大會) 참석을 계기로 보이스카우트운동의 이념차이가 대두되어 분열되기도 했다.

### 통합 이후
소년척후단은 1939년 조선총독부에 의해 강제 해산되었다가 1945년 8월 15일 광복과 동시에 재편성되고 1946년 3월에는 대한보이스카우트로 이름을 바꾸었다. 1946년 5월 10일에는 걸스카우트 세계연맹의 후원으로 대한소녀단(걸스카우트 연맹의 전신)이 독립되었다.
1948년 8월 15일 대한민국으로 국호가 변경되면서 대한소년단으로 개칭되었다. 1952년 8월 8일 부산에서 한국 잼버리 대회를 개최하였고, 1953년 1월 세계스카우트연맹(World Organization of the Scout Movement, WOSM)에 가입하였다. 그뒤 잼버리 및 국제 대회의 국내 유치를 추진하여, 1991년 8월에는 세계 잼버리 대회를 유치하고 강원도 고성에서 개최하였다. 1968년 8월 한국보이스카우트연맹으로 개명하였다. 한편 1989년부터는 세계 의회의원 스카우트 연맹을 조직했는데, 의원 스카우트 연맹의 조직은 대한민국의 스카우트 출신 정치인들에 의해 시도되었다. 2008년 다시 제38차 세계총회를 유치하여 제주도에서 잼버리 대회를 개최했다.

## 대원 연령
2000년에는 19개 지방연맹, 1개 특수연맹이 설립되어 활동하고 있었다. 대원 나이에 따라 비버스카우트(4~6세), 컵스카우트(6~12세), 스카우트(12~15세), 벤처스카우트(15~18세), 로버스카우트(18~25세) 등으로 나뉜다. 초기에는 만 18세 미만의 어린이, 청소년만을 대상으로 하다가 뒤에 25세의 청년까지로 가입, 활동 대상을 확대시켰다.

## 국회의원스카우트 연맹
1989년 대한민국 민주정의당 국회의원 김종호 등의 노력으로 국회의원 스카우트 연맹에 결성되었다. 이는 김종호 등의 노력으로 해외로도 확산, 세계 의회 의원 스카우트 연맹의 조직을 보았다.

## 역대 지도부

### 조선소년군
- 조철호

### 조선소년척후대
- 정성채

### 총재

#### 소년군조선총연맹 총재 (통합)
- 이상재 1923년 3월 - 1927년 3월 29일
- 윤치호 1927년 10월 - 1945년 12월 6일

#### 조선소년군 총재
- 김구(1945년 12월 24일[2] - 1946년 3월
- 엄항섭(1946년 3월 -  )

#### 대한소년군 총재
- 백낙준 1948년 10월[3] - )
- 김명선(金鳴善, )
- 이필석(1963년 9월 28일[4] - ?)
- 김종필(金鍾泌, ? - 1968년 5월 30일)

#### 스카우트연맹 총재
- 김종필(金鍾泌, ? - 1969년 6월 6일)
- 김용우(金用雨, 1969년 6월 7일[5] - ), 사무총장에서 총재로 선출
- 이보형(李寶衡, 1972년 3월 3일[6] - 1974년 5월 11일)
- 주창균(朱昌均, 1974년 5월 11일 - 1980년 7월), 1976년 10월 5일부터는 아시아태평양지구 스카우트 부회장[7], 78년 8월 18일부터는 이사직[8] 겸직
- 이원우(李元雨, 1980년 7월 - 1982년 3월 31일[9])
- 김석원(金錫元, 1982년 4월 1일[9] - 1984년 3월 30일[10]
- 김석원(金錫元, 1984년 3월 31일[10] - 1992년 3월 12일), 세계연맹 이사 겸임[11]
- 박건배(朴健培, 1992년 3월 13일[12] - 1992년 7월 7일)
- 박건배(朴健培, 1992년 7월 8일 - 2000년 4월 11일)
- 이원희(李元熙, 2000년 4월 12일 - 2008년 3월 6일)
- 강영중(姜榮中, 2008년 3월 7일 - 2012년 4월 16일)
- 함종한(咸種漢, 2012년 4월 17일)

### 부총재

#### 소년군조선총연맹 부총재
- 윤치호 1923년 3월 - 1927년 10월

#### 조선소년군 부총재
- 김규식(1945년 12월 24일[2] - 1948년 8월 15일)

#### 대한소년단 부총재
- 김영훈(金泳薰, 1958년)
- 김영찬(金永燦, 1958년), 한은 부총재 겸임
- 송흥국(宋興國, 1958년), YMCA 총무 겸임
- 이광석(李光錫, 1958년)
- 한창우(韓昌愚, 1958년), 경향신문사 사장 겸임
- 오선환(吳善煥, 1958년)
- 이형석(李烱錫, 1962년)
- 이병현(1963년 9월 28일[4] - ?)
- 이형석(李烱錫, 1963년 9월 28일[4] - ?)

#### 스카우트연맹 부총재
- 이형석(李炯錫, 1968년)
- 김영천(金永千, 1972년 3월 3일[6] - )
- 오선환(吳善煥, 1972년 3월 3일[6] - )
- 김광수(金光洙, 1972년 - 1974년)
- 김광수(金光洙, 1974년 - 1980년)
- 김석원(金錫元, 1980년 3월[13] - 1982년 3월 31일)
- 남재두(南在斗, 1980년 3월 - 1984년 3월 30일[10])
- 김광수(金光洙, 1980년 7월 - )
- 박성용(朴晟容, 1982년[14] - 1984년 3월 30일)
- 남재두(南在斗, 1984년 3월 31일[10] - )
- 박성용(朴晟容, 1984년 3월 31일[10] - )
- 김광수(金光洙, ? - 1985년 2월 12일)
- 박건배(朴健培, 1984년[15] - 1988년 4월 21일)
- 박건배(朴健培, 1988년 4월 21일[16] - 1992년 3월 13일[17]), 1990년 7월 26일부터 세계연맹이사 겸임[18]
- 남정진(南廷鎭, 1988년 4월 21일[16] - )
- 정일영(鄭一永, 1988년 4월 21일[16] - )
- 김용완(金容完, 1988년 - 1999년, 1992년 11월 12일부터 임기 6년의 세계협회 이사[19])
- 승병구(1999년 - )
- 이원희(1999년 - )
- 이항복(2000년 - )[20]
- 이천수(2000년 - )[21]

### 명예 총재
- 윤치호, 1945년 11월 3일 - 1946년 12월 6일, 소년군 명예총재
- 김구, 1946년 3월 - 1947년 2월 26일, 소년군 명예총재
- 아서 러치, 1947년 2월 27일[22] - 1947년 9월 11일, 소년군 명예총재
- 김구, 1947년 9월 11일 - 1949년 6월 26일
- 백낙준(, 1960년 8월 12일 - 1961년 5월 20일), 대한소년단 명예총재, 전직 총재
- 박정희, 1962년 4월 26일[23][24], 대한소년단 명예총재[25] - 1968년 8월)

#### 스카우트연맹 명예총재
- 박정희, 1968년 8월 - 1977년, 스카우트연맹 명예총재&보이스카우트 명예총재
- 박정희, 1977년 - 1979년 10월 26일, 1977년 8월 18일부터는 세계보이스카우트 명예총재[26][27]
- 최규하, 1980년 2월 21일[28] -

### 명예 부총재
- 김규식(1948년 10월 - 1950년 6월 28일)
- 장면(1960년 8월 12일 - 1961년 5월 20일), 대한소년단 명예부총재

#### 스카우트연맹 명예부총재
- 김종필(金鍾泌, 1969년 6월 7일 - 1974년)
- 김종필(金鍾泌[29], 1974년 - 1976년)
- 최규하(1976년 - 1980년 2월 20일)
- 신현확(1980년 2월 20일 - 1980년 5월 21일)
- 박충훈(1980년 7월 8일[30] - )

### 이사장
- 엄항섭(1945년 12월 24일[2] - 1946년 3월)
- 박건배(朴健培, 1984년 - 1992년 3월 11일)
- 김석원(金錫元, 1992년 3월 12일[31] - )

### 부이사장
- 최선익(崔善益, 1945년 12월 24일[2] - 1946년 3월)

## 같이 보기
- 보이스카우트
- 걸스카우트
- 이상재
- 윤치호
- 김구
- 엄항섭
- 김종호
- 함종환
- 김세환
- 청소년적십자
- 한국우주소년단
- 한국청소년연맹
- 한국해양소년단연맹

## 참고 자료
- 김정의, 《한국소년운동사》 (민족문화사, 1992)
- 독립운동사편찬위원회, 《독립운동사 10》(독립운동사편찬위원회, 1978)
- 대한소년단, 《보이스카우트 창간호》(대한소년단, 1958)
- 백범사상실천운동연합, 《아! 비운의 역사현장 경교장》 (백범사상실천연합, 1993)